# Ивета Мукучјан
Ивета Мукучјан (јерм. Իվետա Մուկուչյան; Јереван, 14. октобар 1986) јерменска је певачица, текстописац, глумица и модел. Године 1992. са родитељима се преселила у Немачку, у Хамбург, где је живела све до 2009. када се вратила у родни Јереван.
Представљала је Јерменију на Песми Евровизије 2016. у Стокхолму, са песмом LoveWave.

## Биографија
По повратку у отаџбину 2009. уписује студије џез певања на државном конзерваторијуму.
Широј јавности у својој земљи постаје позната 2009. након учешћа у четвртој сезони локалног талент такмичења „Хај суперстар” (јерм. Հայ Սուպերսթար) на којем је заузела пето место. Већ наредне године на додели годишњих јерменских музичких награда додељено јој је признање за „музичко откриће године”.
Године 2012. постаје учесником друге сезоне немачке верзије талент такмичења The Voice. У децембру исте године модни магазин El Style прогласио је Мукучјанову за „најзгоднију Јерменку” и објавио њену фотографију на насловној стран издања за тај месец.
Свој први сингл под називом „Right Way to Love” објавила је крајем 2012, а за следећи сингл „Simple like a Flower” који је објавила током октобра 2015. снимила је и видео спот.
Крајем 2015. године јерменска национална телевизија објавила је да ће Ивета Мукучјан представљати Јерменију на Песми Евровизије 2016. године у Стокхолму. Њена евровизијска песма LoveWave (прим. прев. Љубавни талас) премијерно је изведена 2. марта 2016. године, а Мукучјанова је била коаутор текста. Истовремено са аудио верзијом представљен је и званичан спот за песму.